# 大石賢吾
大石 賢吾（おおいし けんご、1982年7月8日 - ）は、日本の政治家、医師、医学者。長崎県知事（公選第20代）。学位は博士（医学）（千葉大学・2018年）。厚生労働省医政局 地域医療計画課 救急・周産期医療等対策室長補佐。無所属。内閣府所管 日本医療研究開発機構 革新基盤創成事業部 事業推進課長などを歴任した。専門は精神医学（発達障害、認知症他）。

## 来歴
長崎県南松浦郡富江町（現・五島市）生まれ。富江町立富江小学校、富江町立富江中学校、長崎県立長崎北高等学校卒業。
2006年、カリフォルニア大学デービス校生物科学部（生化学・分子生物学専攻）卒業。同年、長崎大学熱帯医学研究所勤務。
2012年、千葉大学医学部卒業。同年、千葉大学医学部附属病院勤務。2018年、千葉大学大学院医学研究院博士課程修了。2020年、厚生労働省医政局地域医療計画課の救急・周産期医療等対策室の室長補佐（新型コロナウイルス対策推進本部・医療班兼務）に就任。2021年春、国立研究開発法人「日本医療研究開発機構」に転職（千葉大学精神神経科非常勤講師兼務）。同年10月の第49回衆議院議員総選挙の長崎1区および2区の自民党の公募に応募するが、いずれも落選した。
2021年11月26日、長崎県議会11月定例会が開会。現職の中村法道はそれまで11月定例会の初日に知事選への立候補表明を行ってきたが、自身の進退について言及しなかった。その後、後継者に考えていた人物に出馬を断られた中村は複数の国会議員を頼った。長崎3区の衆議院議員谷川弥一が中村に紹介したが、中村は行政経験のなさを理由に難色を示した。谷川を中心とする自民党県連執行部と長崎県医師連盟は、大石の経歴や若さ、前年の衆院選で2度も公募にチャレンジした熱意に着目し、擁立に動いた。同年12月20日、日本医療研究開発機構を退職。12月21日、翌年の長崎県知事選挙へ立候補する意向を表明した。同日、中村も県議会本会議で出馬表明した。12月29日、自民党長崎県連は大石の推薦を決定した。県連所属の県議30人のうち、およそ半数の14人は強引な決定を不服として県連の方針に反旗を翻し、中村の支援を表明した。県連は亀裂の拡大を防ぐため、党本部への大石の推薦申請を見送り「県連推薦」にとどめた。県農政連など支持団体の多くは、公然と中村支援に回った。
2023年4月23日に行われた佐世保市長選挙では、自民党長崎県連、同佐世保支部が推薦する前市議の橋之口裕太ではなく、長崎県医師連盟佐世保支部、長崎県歯科医師連盟などが推薦する宮島大典を谷川弥一とともに支援。宮島は初当選を果たした。

## 公選法・政治資金規正法違反疑惑
2022年4月28日、長崎県内の2つの政治団体が、同年の県知事選をめぐり、大石、陣営の出納責任者、選挙コンサルティング会社「ジャッグジャパン」社長の大濱﨑卓真らを公職選挙法違反（買収）容疑で長崎県警本部に刑事告発した。選挙運動費用収支報告書などによると、大石陣営はジャッグジャパンに、電話料金やショートメッセージ送信費などの「通信費」として402万円を支出。告発状では、同社には電話関連業務は含まれていないため「選挙運動の報酬の可能性がある」との主張がなされている。
同年6月14日、県議会定例会で、中村泰輔県議は大石に「大濱崎を選挙コンサルタントに起用し、選挙運動を行わせたのか」「電話代として支払われた約402万円は何の対価として支払われたものなのか」と質問。大濱崎との関係については「普段から話をする取引先であるが、選挙運動に関しては費用は発生していない」と答弁し、402万円については「オートコールなどの通信費の支出であり、コンサルタント料は含まれていない」と答弁した。同月17日、元東京地検検事の郷原信郎と神戸学院大学教授（憲法学）の上脇博之が、上記と同様の理由により、公選法違反容疑（買収）で出納責任者と大濱﨑に対する告発状を長崎地検に提出したと発表した。
同年10月4日、さらに県内の2つの政治団体が県警長崎署に告発状を提出したと発表した。
2024年1月15日、郷原と上脇がオンラインで記者会見し、公職選挙法違反（買収）容疑で、大石に対する告発状を長崎地検に9日付で提出したことを明らかにした。
同年6月24日、大石の資金管理団体「大石けんご後援会」が2022年の知事選期間中に自民党県議の江真奈美の資金管理団体「ごうまなみ後援会」から286万円を借り入れていたことにつき、県議会一般質問で「政治倫理上問題がある」と指摘がなされた。政治資金収支報告書に記載されている内容は以下のとおり。
- 2022年1月27日から2月15日にかけて、長崎県内の9つの医療機関が、江真奈美が代表を務める「自由民主党長崎県長崎市第八支部」に対し、計286万円を寄付した[27]。
- 2022年2月18日、「自由民主党長崎県長崎市第八支部」は江真奈美の資金管理団体「ごうまなみ後援会」に対し、286万円を寄付した[25]。
- 同日、「ごうまなみ後援会」は大石の資金管理団体「大石けんご後援会」に対し、286万円を貸し付けた[25]。
- 2022年12月26日、「大石けんご後援会」は「ごうまなみ後援会」に対し、286万円と利息の73,106円を返済した[28]。

大石は6月24日の県議会で「金銭貸借は知事選の選挙コンサル（大濱崎）の提案」「違法性はない」と答弁した。上記の金の流れに関し、企業・団体から政治家個人や公職の候補者の資金管理団体への寄付を禁じる政治資金規正法に抵触する可能性が指摘されている。
6月28日、記者団の取材に応じ、「私の承認無く（後援会から）多額の出金がなされており、監査業務を行っていた者に渡った可能性があることが発覚した」と主張。監査人に対する被害届の提出や刑事告訴も視野に精査を進めると述べた。一方監査人は取材に対し「知事の了承の下、指示を受けた後援会が出金の手続きを行ったもので、詐欺に当たるような事実はない。一方的な発表は許しがたい」と述べた。
7月8日、「大石けんご後援会」が選挙期間中に大石個人から2000万円を借り入れたと記載していたものの、借り入れの実態が無かったことが報じられた。大石は知事選の選挙費用と後援会を同じ口座で管理しており、知事選の選挙運動費用収支報告書には後援会に2000万円を支出したと記載。うち約1800万円が知事選関連で使われていた。この2000万円の入金記録は後援会の銀行口座に残っていたが、後援会が「借入金」として記載した2000万円は入金の形跡がなかったという。大石の代理人弁護士は「2000万円が2回入金されたことはなく、形式的ミスの二重計上だった」と説明した。一方で後援会は「借入金」の返済として2024年3月までに約650万円を大石に返済したとされる。
7月10日、大石の後援会の外部監査に携わった経営コンサルタント会社代表が、「大石が大濱崎と共謀して後援会の政治資金収支報告書に2000万円の架空の貸付を計上し、655万円余りを不正に返済させていた」として、大石を詐欺または業務上横領の疑いで長崎地検に刑事告発した。大石は県議会閉会日にあたるこの日、「精査に時間が必要」として説明を控えた。江は取材に対し「コンサルタントの大濱崎から指示を受け、確認を取ったうえで実行している。迂回献金の認識はない」と答えた。
7月31日、前述の経営コンサルタント会社代表は、「大石けんご後援会」が大石の確認団体「新しい長崎県をつくる会」に対し2022年1月14日に500万円、同月31日に410万円の計910万円を寄付したと政治資金収支報告書に記載されていることにつき、「振り込みや現金が動いた形跡がない」として虚偽記入などの容疑での告発状を新たに長崎地検に提出したと明らかにした。このほか、外部監査人らへの名誉毀損の疑いで大石を告訴した。
8月2日、「大石けんご後援会」は県選挙管理委員会に収支報告書の訂正を届け出て、2000万円の借り入れを削除した。自民党県議側から借り入れたと後援会の収支報告書に記載した286万円についても、寄付に訂正した。
8月5日、郷原信郎と上脇博之は、「286万円」と「2000万円」に関し、公職選挙法違反（虚偽記入）などの疑いで大石と知事選時の陣営の出納責任者と後援会の会計責任者を長崎地検に告発した。
同日、県議会全員協議会で、一連の資金の流れを誰が考え指示したのか問われ、「複数の選対関係者に確認したが、正確な経緯の把握に至っていない」と答えた。ところが翌6日、選対本部長だった江は長崎新聞の取材に対し、改めて「大濱崎の指示で振り込んだ」「違法性はないと説明を受けたので承諾した」と証言した。20日、江は「議会の運営を停滞させた」として、県議会議会運営委員長を辞任する意向を示した。
10月8日、長崎地検は公職選挙法違反（事後買収など）容疑で告発された大石賢吾知事や陣営の出納責任者らを嫌疑不十分で不起訴処分とした。2025年1月21日、長崎地検は同法違反（虚偽記入）容疑についても大石と出納責任者を嫌疑不十分で不起訴処分とした。

## 人物
- 2023年7月、山梨県にて開かれた全国知事会議を欠席し、サッカーを観戦するなどしていたことが、県への取材で分かった。来日したサッカーポルトガル代表FWのクリスティアーノ・ロナウド選手にも県のPRを依頼するため、大阪市で面会していたとされる[43][44][45]。

- 2024年7月現在、現職の都道府県知事として47人中最年少である。

#### 広報資料・プレスリリースなど一次資料
1. 1 2 3  “プロフィール”.   大石けんご オフィシャルサイト (2022年2月1日). 2022年2月1日閲覧。
2. 1 2 3  “知事のページ｜プロフィール”.   長崎県. 2022年3月2日閲覧。